# 데보라 팔코너
데보라 팔코너(Deborah Falconer, 1965년 8월 13일 ~ )는 미국의 배우, 가수, 영화배우이다.
새크라멘토에서 태어났다.

## 영화
- 라스트 파티 (1993년) - 본인 역
- 블루스맨 (1993년)
- 숏 컷 (1993년)
- 서부의 건맨 (1991년)
- 불타는 사랑 (1991년)
- 도어즈 (1991년)